# Villaverde de Íscar
Villaverde de Íscar è un comune spagnolo di 704 abitanti situato nella comunità autonoma di Castiglia e León.